# واگگرید
واگگرید (به سوئدی: Vaggeryd) یک منطقهٔ مسکونی در سوئد است که در بخش واگگرید واقع شده‌است. واگگرید ۴٫۸۰ کیلومتر مربع مساحت و ۴٬۹۲۰ نفر جمعیت دارد.